# Джеральд Джампа
Джеральд Джампа (англ. Gerald Giampa, 4 березня 1950 — 24 червня 2009) — канадський друкар, типограф і підприємець.

## Біографія
Джеральд Джампа народився 4 березня 1950 року, коли його батьки оселилися в наметі в Данкані, Британська Колумбія. Його захоплення книгодрукуванням сформувалося завдяки дідусеві, який мав велику пристрасть до читання. Джампа отримав освіту в галузі високого друку та типографіки, навчавшись у Віла Хадсона та Ніка Швабе у Ванкувері.
З 1975 по 1981 рік у видавництві Джампа Cobblestone Press у Ванкувері публікувалися не лише друк на замовлення, а й твори Езри Паунда, Робіна Блейзера та Джорджа Боверінга, серед інших. Протягом цього часу він в основному використовував шрифт Caslon.
Згодом Джампа розширив свій бізнес, змінивши його назву на Northland Letterpress Company. У 1983 році він придбав американську компанію Lanston Monotype Machine Company, що базувалася у Філадельфії, а також обладнання M&H зі Сан-Франциско. Використовуючи акції Lanston Monotype Company, він отримав значну частину ресурсів, що належали Фредеріку Гуді. Разом з Джимом Ріммером вони адаптували ці матеріали для цифрового формату, а з 1988 по 2004 рік Джампа очолював цифрову ливарну компанію Lanston Type Company.
У 1994 році Джампа переїхав на острів Принца Едуарда, але через кілька років його ресурси були зруйновані внаслідок шторму. У 2004 році цифрова ливарня P22 з Баффало, штат Нью-Йорк, придбала назву його компанії та її шрифти
Джампа розробив шрифт Bodoni 26, який увійшов до 100 найкращих шрифтів за результатами опитування, проведеного Type Directors Club.
Він помер 20 червня 2009 року у Ванкувері.